# Pintadito
Pintadito ist eine Stadt im Nordwesten Uruguays. 

## Geographie
Sie liegt im nordöstlichen Teil des Departamento Artigas drei Kilometer südlich der Departamento-Hauptstadt Artigas. Nordwestlich befindet sich Cerro Ejido, während in geringer Entfernung östlich der Arroyo Pintadito verläuft.

## Einwohner
Die Stadt hatte bei der Volkszählung im Jahr 2004 1.642 Einwohner, davon 843 Männer und 799 Frauen (Stand: 2011). 1996 waren noch 1.067 Einwohner registriert worden. Damit konnte Pintadito innerhalb weniger Jahre einen Bevölkerungszuwachs von über 50 Prozent verzeichnen.
| Jahr | Einwohner |
| ---- | --------- |
| 1963 | -         |
| 1975 | -         |
| 1985 | 558       |
| 1996 | 1.067     |
| 2004 | 1.487     |
| 2011 | 1.642     |

Quelle: Instituto Nacional de Estadística de Uruguay